# Innenstadt (Francfort-sur-le-Main)

Le quartier (en rouge) au sein de l'arrondissement (en gris foncé) et de la ville (en gris clair)

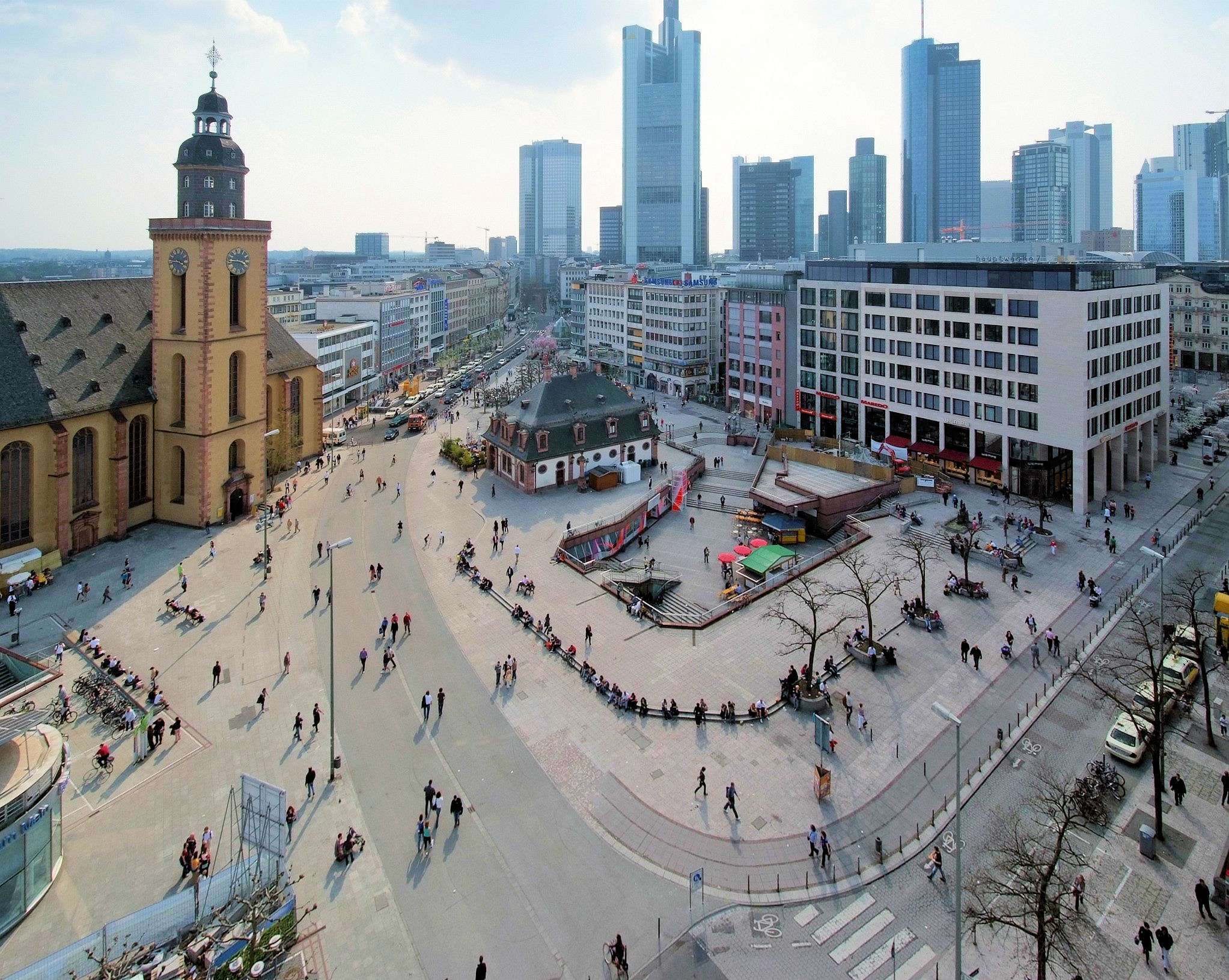
Frankfurt-Innenstadt

Innenstadt ou, en forme longue, Frankfurt-Innenstadt est un quartier de Francfort-sur-le-Main.